# Góra (Legionowo)
Pour les articles homonymes, voir Góra (homonymie).
Góra (prononciation : [ˈɡura]) est un village polonais de la gmina de Wieliszew dans le powiat de Legionowo de la voïvodie de Mazovie dans le centre-est de la Pologne.
Il se situe à environ 13 kilomètres à l'ouest de Legionowo (siège du powiat) et à 29 kilomètres au nord-ouest de Varsovie (capitale de la Pologne).
Le village possède approximativement une population de 740 habitants.

## Histoire
De 1975 à 1998, le village appartenait administrativement à la voïvodie de Varsovie.